# 布朗伍德 (密蘇里州)
布朗伍德（英語：Brownwood）是位於美國密蘇里州斯托達德縣的非建制地區。

## 歷史
布朗伍德的郵局自1882年營運至今。

## 地理
布朗伍德所處的海拔為高於海平面108米（即354英呎），而該地所採用的時區為UTC-6，即北美中部時區（CST）。同時該地設有夏令時間，為UTC-6調快一小時，即UTC-5（CDT）。